# Tiểu Kavkaz
Dãy núi Tiểu Kavkaz (tiếng Armenia: Փոքր Կովկաս, tiếng Azerbaijan: Kiçik Qafqaz Dağları, tiếng Gruzia: მცირე კავკასიონი, tiếng Nga: Малый Кавказ) là một trong hai dãy núi chính của dãy núi Kavkaz, có chiều dài khoảng 600 km.
Nó chạy song song với dãy núi Đại Kavkaz, với khoảng cách trung bình với rặng núi này là khoảng 100 km (60 dặm Anh) về phía nam và giới hạn bằng sơn nguyên Armenia ở phía bắc và đông bắc.
Nó nối với dãy núi Đại Kavkaz bằng dãy núi Likhi (dãy núi Surami) và chia tách với Đại Kavkaz bằng vùng đất thấp Kolkhida ở phía tây và bồn địa Kura (sông Kura) ở phía đông.
Đỉnh cao nhất dãy núi này là núi Aragats, cao 4.090 m .
Đường biên giới của Gruzia, Armenia, Azerbaijan và Iran chạy qua dãy núi này, mặc dù các đỉnh núi của nó thường không xác định đường biên giới.